# Briggs (cràter)
Briggs és un cràter d'impacte de la Lluna que es troba a la part occidental de l'Oceanus Procellarum, a l'est de la gran plana emmurallada del cràter Struve, al nord-est de la plana del cràter Eddington, i a nord-nord-oest del cràter Seleucus. La posició aïllada d'aquest cràter en la mar lunar, a prop de l'extrem nord-oest de la Lluna, fa que sigui relativament fàcil localitzar-lo per a un observador des de la Terra.
El cràter deu el seu nom al matemàtic britànic Henry Briggs.

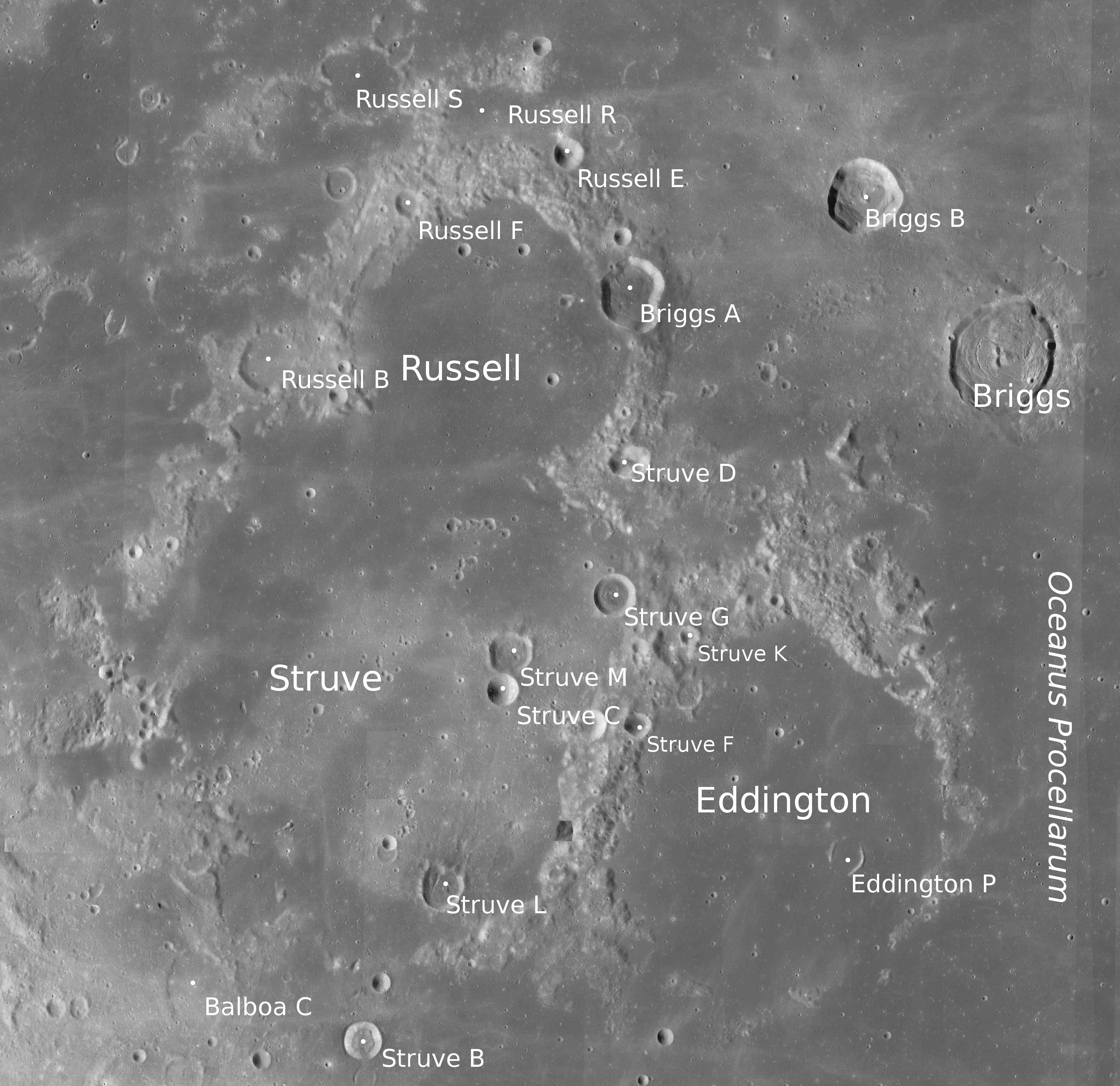
Localització de Briggs (superior dreta de la imatge)
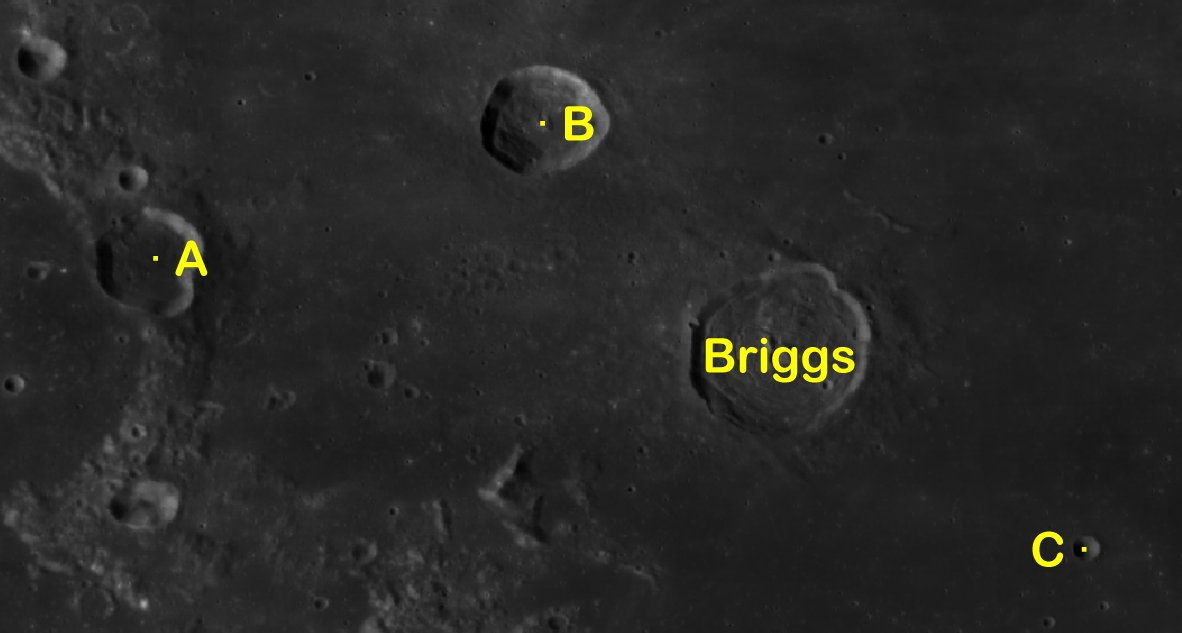
Cràters satèl·lit
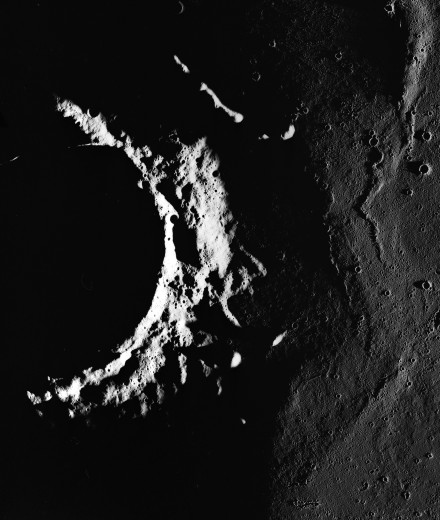
Briggs al pas del terminador

La vora exterior de Briggs no és especialment circular, presentant sortints cap a l'exterior en els seus costats nord-nord-est i sud. En el punt mig del fons del cràter apareix una cresta central, que s'estén cap al nord.

## Cràters satèl·lit
Per convenció aquests elements són identificats en els mapes lunars posant la lletra en el costat del punt central del cràter que està més proper a Briggs.
| Briggs | Coordenades                          | Diàmetre |
| ------ | ------------------------------------ | -------- |
| A      | 27° 06′ N, 73° 42′ O / 27.1°N,73.7°O | 23 km    |
| B      | 28° 06′ N, 70° 54′ O / 28.1°N,70.9°O | 25 km    |
| C      | 25° 00′ N, 66° 54′ O / 25.0°N,66.9°O | 6 km     |